# Just LOVE
『Just LOVE』（ジャスト・ラブ）は、西野カナの6枚目のオリジナル・アルバム。2016年7月13日にSME Recordsから発売された。

## 概要
オリジナルアルバムとしては『with LOVE』から約1年8か月ぶりの発売となる。前作以降に発売されたシングル曲4曲を含む、全15曲が収録されている。これまでと同様、「*Prologue*」から始まり、「*Epilogue*」で終わる構成である。
通常盤と初回生産限定盤の2形態での発売。初回生産限定盤はビデオクリップとメイキングとライブ映像を収録したDVDが付属し、オリジナル限定ジャケット仕様となっているほか、初回生産限定盤特典としてスペシャルグッズ応募ハガキが封入されている。なお、初回生産限定盤に限っては現在、入手困難となっている。
発売に先駆けて、2016年6月1日から「You & Me」が先行配信され、同年6月22日からは「Have a nice day」が着うた限定で先行配信された。
西野は本作について、「様々な形のLOVEを歌った曲が入った作品になりました」と語っている。
本作を引っさげて、同年8月6日から全国アリーナツアー「Just LOVE Tour」を23公演開催した。
なお、同年10月26日発売のシングル「Dear Bride」の初回生産限定盤DVDには、本作のリード曲「Have a nice day」のミュージック・ビデオが収録されている。

## 収録曲

### DISC 1：CD【全形態共通】
1. *Prologue* 〜Let's go〜 [2:19]
作詞：Kana Nishino / 作曲：Kentaro (Andersons)、Dominika (Andersons) / 編曲：Naoki Itai (MUSIC FOR MUSIC)、Andersons
2. Have a nice day [4:27]
作詞：Kana Nishino / 作曲：Koudai Iwatsubo / 編曲：Naoki Itai (MUSIC FOR MUSIC)
  - アルバムリード曲
  - フジテレビ系『めざましテレビ』テーマソング
  - ゴールド（シングルトラック、日本レコード協会）[2]
3. You & Me [3:59]
作詞：Kana Nishino / 作曲：Kentaro (Andersons)、Dominika (Andersons) / 編曲：Naoki Itai (MUSIC FOR MUSIC)
  - デジタル・ダウンロード
  - 東宝配給映画『高台家の人々』主題歌
4. トリセツ [4:17]
作詞：Kana Nishino / 作曲：DJ Mass (VIVID Neon*)、Shoko Mochiyama、etsuco / 編曲：Naoki Itai (MUSIC FOR MUSIC)
  - 27thシングル表題曲
  - ワーナー・ブラザース配給映画『ヒロイン失格』主題歌
  - ゴールド（CD、日本レコード協会）[8]
  - トリプル・プラチナ（シングルトラック、日本レコード協会）[9]
5. YEAH [3:53]
作詞：Kana Nishino / 作曲：SHIKATA、KAY / 編曲：KAY
6. Wish Upon A Star [2:33]
作詞：Kana Nishino / 作曲：Kentaro (Andersons)、Dominika (Andersons) / 編曲：Takashi Yamaguchi
7. 君が好き [4:00]
作詞：Kana Nishino、SAEKI youthK (RzC) / 作曲：SAEKI youthK (RzC) / 編曲：SAEKI youthK (RzC)、Yasunori Mochizuki
  - 3rdベストアルバム『Love Collection 2 〜pink〜』収録曲
  - P&G「新レノアハピネス」CMソング
  - 29thシングル「Dear Bride」カップリング3曲目にリアレンジ・ヴァージョン収録
8. もしも運命の人がいるのなら [5:22]
作詞：Kana Nishino / 作曲：Takashi Yamaguchi / 編曲：Takashi Yamaguchi
  - 26thシングル表題曲
  - 日本テレビ系『スッキリ!!』2015年5月度エンディングテーマ
  - 大塚食品「ビタミン炭酸MATCH」CMソング
  - 第88回選抜高等学校野球大会入場曲
  - ダブル・プラチナ（シングルトラック、日本レコード協会）[10]
9. Thank you very much [4:44]
作詞：Kana Nishino / 作曲：Takashi Yamaguchi / 編曲：Takashi Yamaguchi
  - 28thシングルカップリング曲
10. Holiday [4:08]
作詞：Kana Nishino / 作曲：Erik Lidbom、Alex Cotoi、Mihai Ristea / 編曲：Erik Lidbom and Alex Cotoi for Hitfire Production
11. I wanna see you dance [4:02]
作詞：Kana Nishino / 作曲：Sebastian Thott、Delisha Thomas / 編曲：Sebastian Thott
12. Set me free [4:39]
作詞：Kana Nishino / 作曲：Giorgio Cancemi / 編曲：Giorgio Cancemi、Mari Sasaki
13. Life Is Good [4:19]
作詞：Kana Nishino / 作曲：Koudai Iwatsubo、Carlos K. / 編曲：Carlos K.
14. あなたの好きなところ [4:41]
作詞：Kana Nishino / 作曲：Carlos K.、Yo-Hey / 編曲：Carlos K.
  - 28thシングル表題曲
  - 大塚食品「ビタミン炭酸MATCH」CMソング
  - ゴールド（シングルトラック、日本レコード協会）[11]
  - 第58回輝く!日本レコード大賞 大賞受賞曲
15. *Epilogue* 〜Just LOVE〜 [2:11]
作詞：Kana Nishino / 作曲：Kentaro (Andersons)、Dominika (Andersons) / 編曲：Naoki Itai (MUSIC FOR MUSIC)、Andersons

### DISC 2：DVD【初回生産限定盤のみ】
Kana Nishino Video Clips Vol.6
- もしも運命の人がいるのなら
  - Video Clip [5:38] / Video Clip Making [7:00]
- トリセツ
  - Video Clip [4:29] / Video Clip Making [4:50]
- あなたの好きなところ
  - Video Clip [4:49] / Video Clip Making [5:44]
- Have a nice day
  - Live Clip From The Nishino Family Secret Party 2016 [3:25]